# Алиса Херз-Сомер
Алиса Херз-Сомер (26. новембра 1903. — 23. фебруар 2014) била је пијанисткиња из Уједињеног Краљевства. Такође је и суперстогодишњакиња зато што је умрла са 110 година.

## Биографија
Рођена је у Прагу 26. новембра 1903. за време Аустро Угарске. Имала је две сестре и два брата.
Удала се 1931. за Леополда са којим је имала једног сина.

## Смрт
Умрла је 23. фебруара 2014. са 110 година.